# لمعه دمشقیه
کتاب اللُّمعةُ الدَمشقیّة از مشهورترین کتب فقهی شیعه دوازده امامی است که در حوزه‌های علمیه آموزش داده می‌شود.
این کتاب نوشته شیخ شمس‌الدین محمد ابن مکّی عاملی معروف به شهید اول است که در سال ۷۸۶ در دمشق به جرم شیعه بودن به قتل رسید. او کتاب‌های زیادی را در علوم اسلامی نوشته و از جمله کتاب‌های معروف او در فقه، کتاب (به عربی: اللّمعة الدمشقیّه) است. این کتاب از گذشته تا به حال جزو کتاب‌های درسی در حوزه‌های علمیه شیعی بوده‌است.
اللمعه الدمشقیه به درخواست شمس‌الدین محمد آوی از یاران سلطان علی بن مؤید واپسین فرمانروای سربداران خراسان برای شیعیان آن سرزمین به نگارش درآورد.

## مؤلف کتاب
شیخ شمس‌الدین محمد بن مکی بن احمد عاملی نبطی جزینی معروف به شهید اول در سال ۷۳۴ هجری قمری، برابر ۷۱۲ خورشیدی، زاده و در سال ۷۸۶ هجری قمری، برابر ۷۶۳ خورشیدی، در دمشق به جرم شیعه بودن کشته شد. ابوعلی محمد مکی در روستای جزین در جنوب جبل عامل لبنان زاده شده است. به همین خاطر به وی لقب جزینی نیز داده‌اند.

## انگیزه و چگونگی تألیف کتاب
سلطان علی بن مؤید، آخرین امیر سربدار در سال ۷۶۶ ق فرمانروایی سربداران در خراسان را به عهده گرفت. وی به‌طور رسمی از شهید اول درخواست کرد که به خراسان برود و منصب مرجعیت را عهده‌دار شود. بخشی از نامه فرمانروای سربداران به شهید اول چنین است: «ما در میان خویش کسی را که به فتوایش از لحاظ علمی بتوان اعتماد کرد یا مردم بتوانند عقاید درست را از وی فراگیرند نمی‌یابیم. از خدای متعال مسئلت داریم که حضرتت به ما افتخار حضور و افشاندن نور بخشد، تا از علمش پیروی کنیم و از راه و رسمش رفتار آموزیم. هرگاه لطف فرمایید و با توکل به خدا و پرهیز از عذر آوردن به این جا تشریف بیاورید، مزید احسان خواهد بود.» شهید اول این درخواست را نپذیرفت، اما کتاب اللمعه الدمشقیه را برای هدایت و راهنمایی شیعیان خراسان در قلمرو حکومت سربداران نوشت.
خود شهید اول دربارهٔ انگیزه تألیف این کتاب در مقدمه آن می‌گوید: «من این کتاب را به درخواست بعضی از دینداران نوشتم» و شهید ثانی در توضیح آن می‌گوید: «این شخص شمس الدین محمد آوی است، که از نزدیکان و یاران سلطان علی بن مؤید پادشاه خراسان و اطراف آن بود. تا این که تیمور لنگ بر قلمرو سلطان علی بن مؤید مسلط شد و او را جبراً با خود برد و حدود سال ۷۹۵ ق وفات یافت… شهید اول کتاب لمعه دمشقیه را در دمشق در مدت هفت روز، بنا بر نقل فرزند بزرگوارش ابوطالب محمد برای او نوشت و تنها منبعی که در مدت تألیف آن در اختیار داشته «مختصرالنافع» تألیف محقق اول بوده است.»

## نسخه برداری، تصحیح و شرح کتاب
شمس الدین آوی نسخه اصل «لمعه دمشقیه» را نزد خود نگه داشت و به همین جهت کسی نتوانست از روی آن نسخه بردارد. فقط یکی از طلاب در بین راه کتاب را از آورنده گرفت و از روی آن نسخه ای رونویسی کرد، اما پیش از مقابله با نسخه اصلی، مسافرت نمود و اشکالاتی در متن بروز کرد. پس از آن در سال ۷۸۲ ق شهید اول نسخه دوم را دید و به مناسبت موضوعات، موارد اشکال را اصلاح نمود. به همین جهت لمعهٔ تصحیح شده به دست شهید اول با نسخهٔ اصلی کتاب در لفظ تفاوت‌هایی دارد.
شرح‌های گوناگونی بر کتاب لُمعه نوشته‌اند که معروفترین آنها شرحی از شهید ثانی با عنوان «الروضة البهیة فی شرح اللمعة الدمشقیة» است. محمد جعفر ترشیزی متوفی ۱۲۴۴ هجری از علمای قریه قوژد کاشمر و از شاگردان جعفر کاشف الغطاء نیز شرحی براین کتاب نوشته است.

## تأثیرات
کتاب لمعه از طریق «شرح لمعه» نوشته شهید ثانی بر نظام حقوقی ایران بسیار تأثیرگذار بوده‌است. علاوه بر آن که شرح لمعه مهمترین منبع دروس «متون فقه» رشته تحصیلی حقوق در دانشگاه‌های ایران می‌باشد، منبع اصلی تدوین قانون مدنی ایران و یکی از مهمترین منابع در تدوین قانون مجازات اسلامی ایران نیز به شمار می‌رود که علاوه بر محتوای قانون حتی جنبه‌های شکلی آن‌ها را نیز تحت تأثیر قرار داده‌است. ناصر کاتوزیان حقوق‌دان ایرانی در مورد اهمیت این کتاب می‌نویسد: «شرح لمعه از نظر اسلوب نگارش در میان سایر کتاب‌های فقهی ممتاز است؛ زیرا در عین حال که در بیان مطالب از به کار بردن کلمات زاید به دقت پرهیز شده، از نظر استدلال نیز چیزی از کتب مفصل کم ندارد. به همین جهت می‌توان گفت بهترین و جامع‌ترین کتاب‌های درسی است.»